# Peacehaven
Peacehaven (tidigare: New Anzac-on-Sea) är en stad och civil parish i grevskapet East Sussex i sydöstra England. Staden ligger i distriktet Lewes, cirka 10 kilometer öster om centrala Brighton. Tätorten (built-up area) hade 15 707 invånare vid folkräkningen år 2021.